# Призраки Элоиз
«Призраки Элоиз» (англ. Eloise) — американский психологический триллер режиссёра Роберт Легато. В США фильм вышел 3 февраля 2017 года. В России фильм вышел 23 февраля 2017 года.

## Сюжет
Четверо друзей ворвались в заброшенное учреждение сумасшедшего дома, известном как «Элоиз», в надежде найти свидетельство о смерти, которое предоставит Джейкобу право на значительное наследство. Но группа обнаруживает не только то, что «Элоиз» хранит ужасающую историю, но и правду об их собственном трагическом прошлом.

## В ролях
| Актёр              | Роль             |
| ------------------ | ---------------- |
| Элайза Душку       | Пиа Картер       |
| Роберт Патрик      | Доктор Грайсс    |
| Чейс Кроуфорд      | Джейкоб Мартин   |
| Брэндон Т. Джексон | Делл Ричардс     |
| Николь Форестер    | Женевьева Мартин |
| П. Дж. Бирн        | Скотт Картер     |
| Рики Уэйн          | Детектив Фрейзер |

## Съёмки фильма
Основные съёмки фильма начались 5 мая 2014 года.
Съемки фильма проходили в той самой больнице «Элоиз». Строительство реальной психиатрической лечебницы началось в Вестленде, Мичиган в 1832 году. Сначала это было одно здание, но вскоре клиника стремительно разрослась в комплекс из 78 построек и включала в себя собственные пожарный и полицейский участки, железнодорожный вокзал, почтовое отделение и фермы. Больница закрылась в 1982 году и с тех пор используется для различных целей: в качестве детского сада, приюта для бездомных и офисов.